# Jan Verbree
Jan Verbree (Noordwijkerhout, 14 augustus 1940 - Ommen, 24 februari 2021) was een Nederlands politicus van de ARP en later het CDA.
Hij was administrateur van de recreatiegemeenschappen Oostelijk Gelderland en Oost-Achterhoek voor hij in december 1975 burgemeester werd van de Groningse gemeente Grootegast. Ruim twee jaar later werd zijn broer en partijgenoot Ton Verbree burgemeester van Benthuizen. Jan Verbree volgde in april 1989 Luigi van Leeuwen op als burgemeester van Capelle aan den IJssel. In 1991 kwam Verbree landelijk in het nieuws omdat hij toen hij nog burgemeester van Grootegast was samen met de Veendamse wethouder Molema buitenlandse snoepreisjes had gemaakt naar onder meer New York. In de zomer van 1992 maakte het OM bekend dat alleen Molema vervolgd zou worden omdat onduidelijk was of Verbree wist dat die reizen bekostigd werden door een stichting waarvan hij de voorzitter was geweest. Verbree ging in oktober 1998 vervroegd met pensioen.
Hij overleed in 2021.